# بایه د اکا
بایه د اکا (به اسپانیایی: Valle de Oca) یک شهرستان در اسپانیا است که در استان بورگس واقع شده‌است.

## خصوصیات
بایه د اکا ۳۸ کیلومترمربع مساحت و ۲۲۶ نفر جمعیت دارد.